# Принцип обумовленості
При́нцип обумо́вленості (англ. conditionality principle) — це фішерівський принцип статистичного висновування, який було формально означено та досліджено Алланом Бірнбаумом в його статті 1962 року в JASA. Неформально принцип обумовленості можливо вважати твердженням, що експерименти, які не було здійснено фактично, є статистично нерелевантними.
Разом із принципом достатності, з версії Бірнбаума цього принципу випливає знаменитий принцип правдоподібності. І хоча релевантність цього доведення для аналізу даних залишається серед статистиків спірною, багато баєсівців та правдоподібників вважають принцип правдоподібності для статистичного висновування засадничим.

## Формулювання
Принцип обумовленості висуває твердження про експеримент E, який можливо описати як суміш декількох складових експериментів Eh, де h є допоміжною статистикою (тобто, статистикою, чий розподіл імовірності не залежить від невідомих значень параметра). Воно означає, що спостерігання конкретного виходу x експерименту E є еквівалентним спостеріганню значення h та взяттю спостереження xh зі складового експерименту Eh, наприклад, підкидання грального кубика (чиїм значенням є h = 1 ... 6) для визначення того, який з шести експериментів здійснити (експеримент E1 ... E6).
Відтак, принцип обумовленості може бути викладено формально наступним чином:
Принцип обумовленості: Якщо E є будь-яким експериментом, що має вигляд суміші складових експериментів Eh, тоді для кожного результату {\displaystyle (E_{h},x_{h})} експерименту E [...] свідченневе значення будь-якого результату x сумішевого експерименту E є таким же, як і відповідного результату xh відповідного складового експерименту Eh, що було здійснено фактично, з ігноруванням загальної сумішевої структури експерименту (див. Бірнбаум, 1962).
Ілюстрацію принципу обумовленості в контексті біоінформатики наведено в праці Баркер, (2014).